# 上海轻工业高等专科学校
上海輕工業高等專科學校是一所曾位於上海市徐匯區漕寶路120號的普通高等學校，2004年4月，與上海冶金高等專科學校、上海化工高等專科學校合併，共同組建上海應用技術大學。

## 校史
上海輕工業高等專科學校的前身系1956年秋上海市輕工業局開辦的上海市輕工業技術學校（中專學校）。1956年9月，上海市第二輕工業局在所屬製藥公司開辦的上海製藥工業中等技術學校的基礎上，開辦了上海市第二輕工業技術學校。
1957年7月，因上海市輕工業局、上海市第二輕工業局合併，兩所學校也合併，改名為上海市輕工業學校。
1959年9月，上海輕工業半工半讀專科學校併入上海市輕工業學校，與上海市輕工業學校一起辦學，對外兩個校名，實際上是同一師資力量和校舍。 
1962年9月，上海食品工業學校併入該校，改名為輕工業部上海輕工業學校，與上海輕工業學校一起辦學，對外兩個校名，實際上是同一師資力量和校舍。 
1966年文化大革命爆發後，學校於1974年9月順應當時七·二一指示，1974年9月學校更名為改名為上海輕工業七·二一工人大學。
1978年1月，恢復大專，定名為上海輕工業專科學校。1992年4月國家教委批准，更名為上海輕工業高等專科學校。
2000年9月，學校與上海冶金高等專科學校、上海化工高等專科學校合併，組建成上海應用技術學院。該校建制撤銷。